# Renault Express

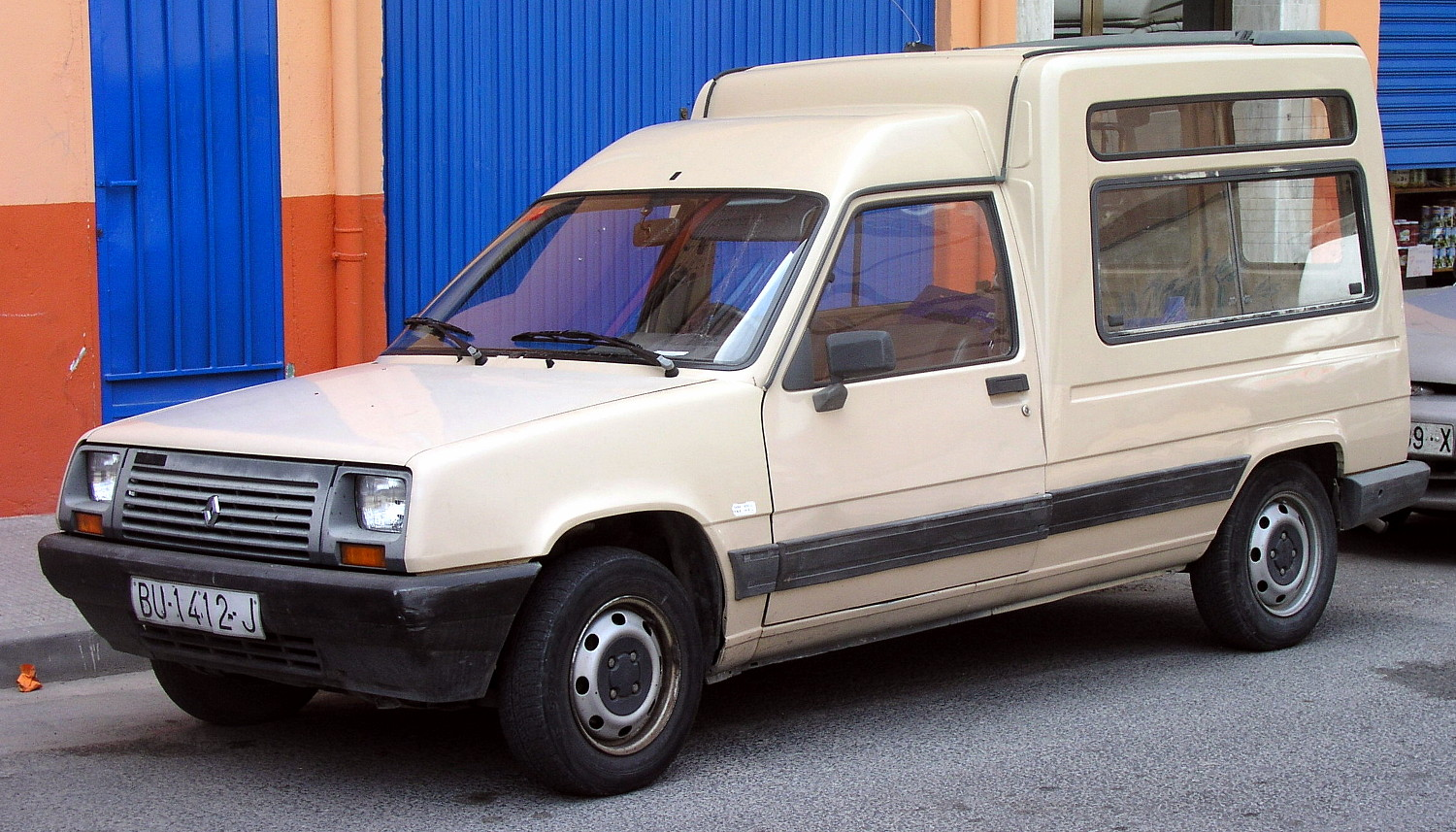
Express Phase I

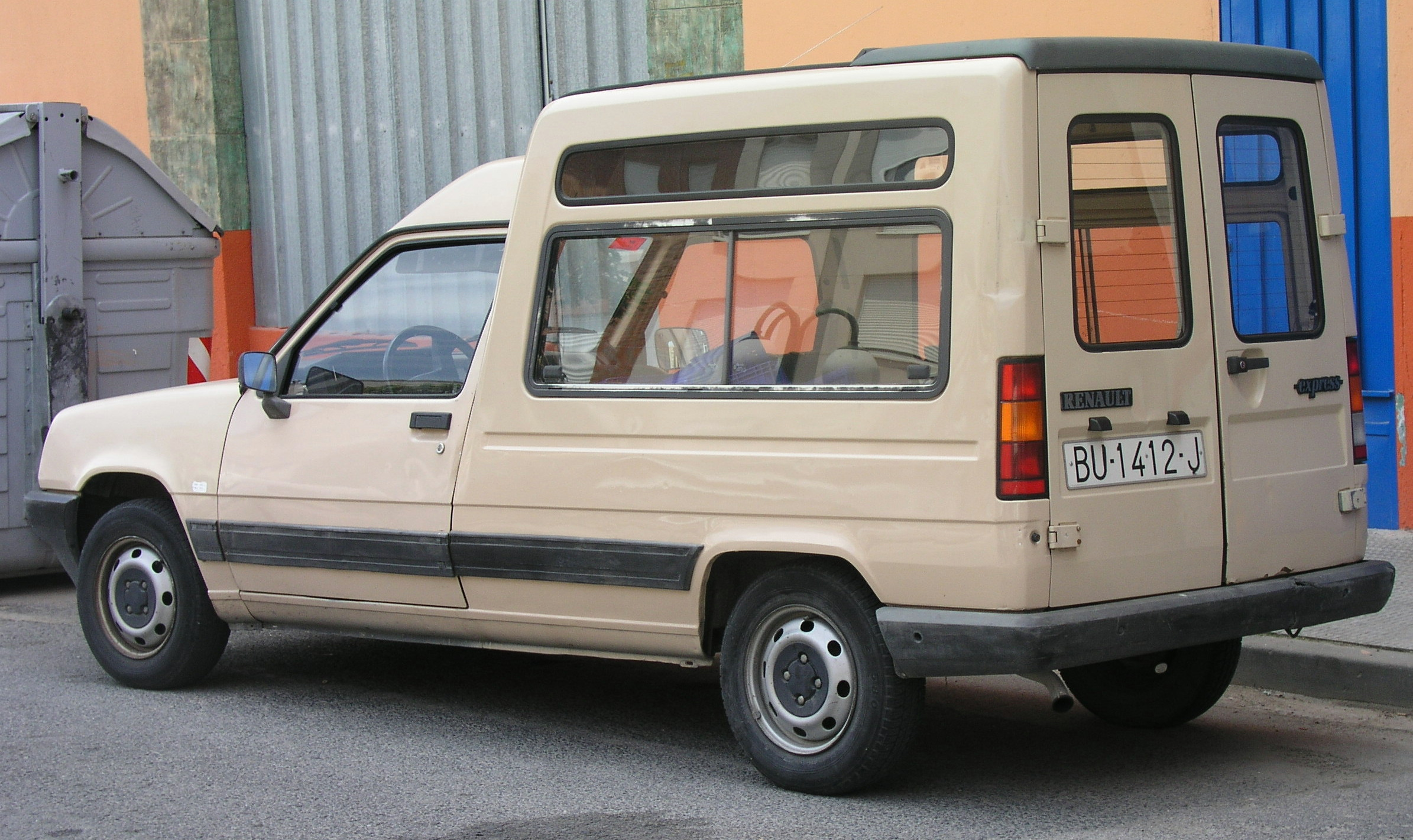
Express Phase I

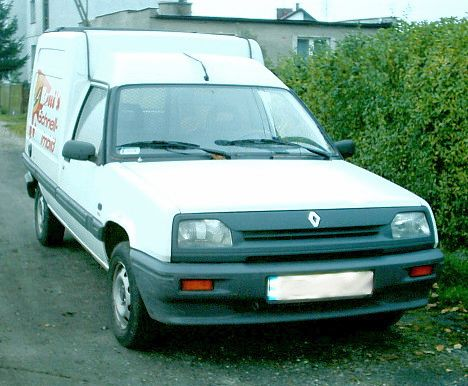
Express Phase II

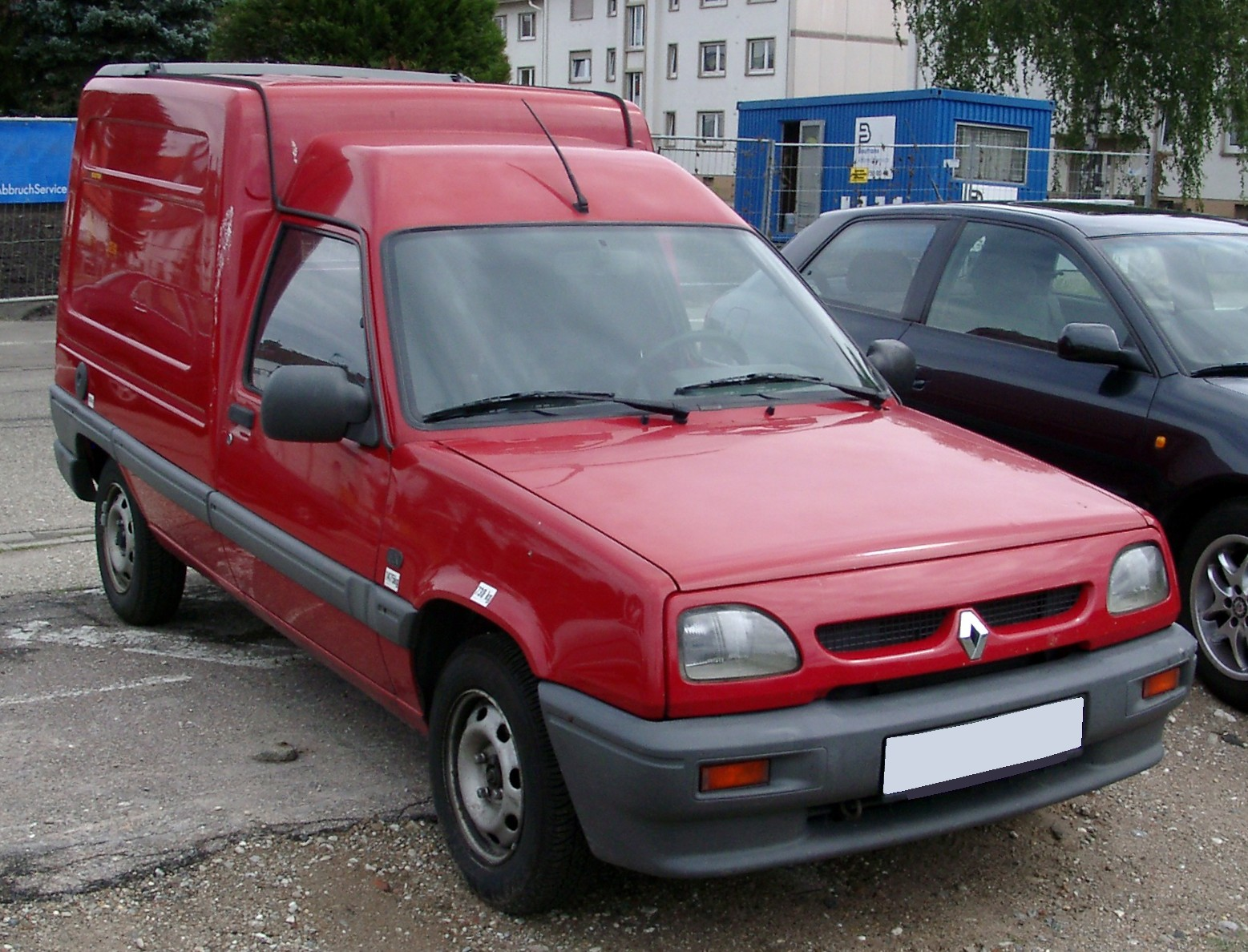
Express Phase III

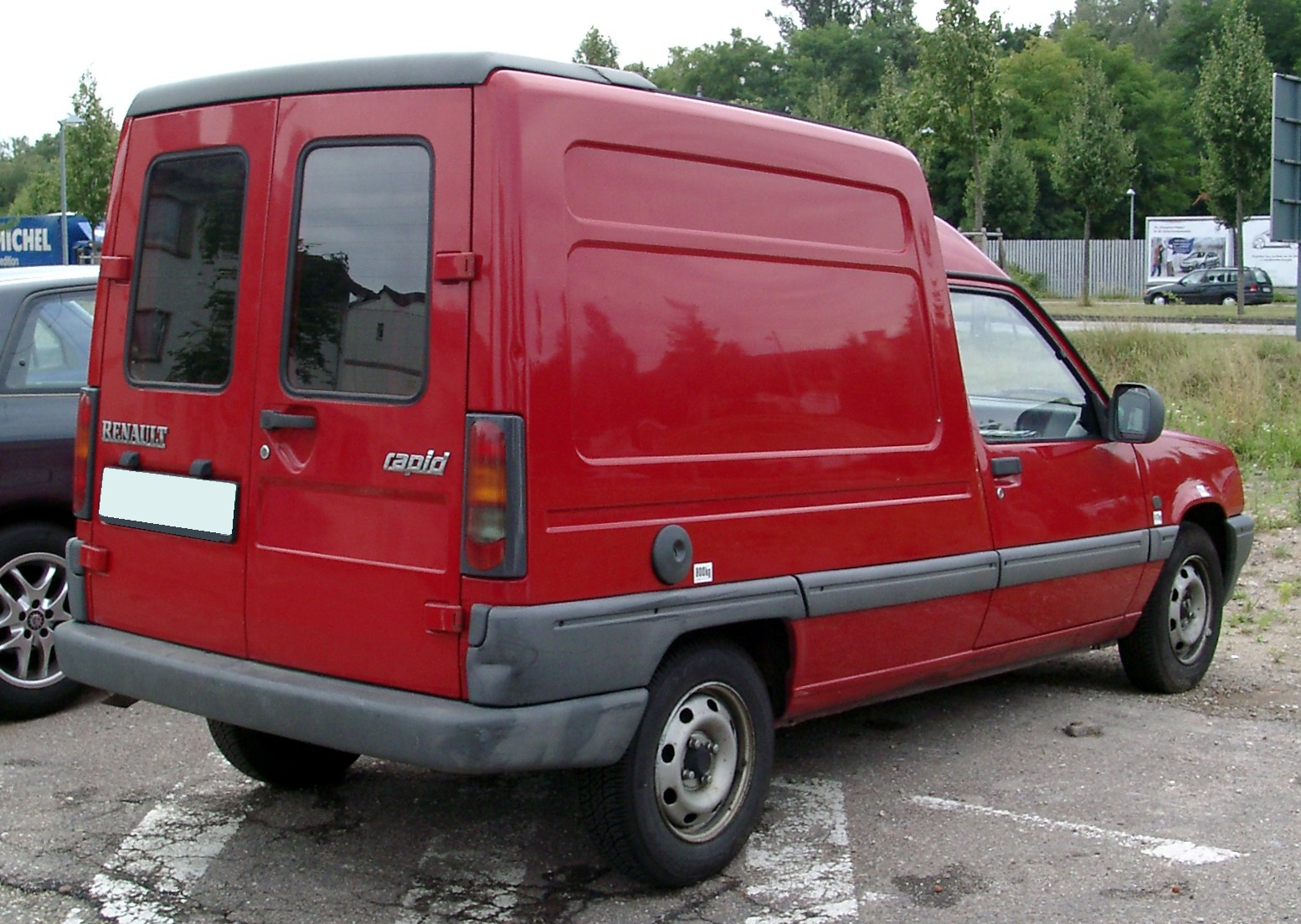
Express Phase III

De Renault Express is een klein model bestelwagen dat tussen 1986 en 1999 werd geproduceerd door het Franse Renault. In Duitstalige landen is de Express geleverd als Rapid en in Groot-Brittannië en Ierland als Extra

## Phases
De Express is onder te verdelen in drie verschillende Phases. De verschillen in de Phases zijn vooral uiterlijk van aard. Tussen Phase II en III zijn de verschillen minder duidelijk dan tussen I en II.
- Phase I: geleverd van april 1986 t/m september 1991 (zijspiegels van Renault 4)
- Phase II: geleverd van oktober 1991 t/m augustus 1994 (ander front, zijspiegels van de Super5, andere stootstrips en bumpers)
- Phase III: geleverd van september 1994 t/m mei 1999 (ronder front en dashboard, iets andere achterlichten, grille in kleur, grotere zijspiegels, andere stootstrips)

## Uitvoeringen
Er zijn verschillende uitvoeringen van de Express geleverd. Een veel geziene versie is de dichte bestelversie. Dan is er nog een versie met achterbank en zijramen, een pick-up versie, een versie met dakklep boven de achterdeurtjes en de Phase III is ook nog geleverd met achterklep in plaats van twee deurtjes. In Nederland is de Express ook geleverd als Cariole; een auto die, door een knielsysteem, een oprijplaat en vastzetrails in de vloer, geschikt was voor het vervoer van rolstoelen.

## Motorisering
In de Express zijn verschillende motoren geleverd, benzines en diesels, maar ook een versie met een elektromotor.

### Benzine
- 956 cc met 30 kW / 40 pk
- 1108 cc met 34 kW / 45 pk
- 1237 cc met 40 kW / 54 pk
- 1397 cc met 44 kW / 58 pk
- 1397 'Energy' cc met 59 kW / 80 pk

### Diesel
- 1595 cc met 40 kW / 54 pk
- 1870 cc met 47 kW / 63 pk
- 1870 cc met 40 kW / 54 pk

### Electro
- 16 kW / 21 pk